# Rovissuolijärvi
Rovissuolijärvi är en sjö i kommunen Enontekis i landskapet Lappland i Finland. Arean är 39 hektar och strandlinjen är 3,16 kilometer lång. Sjön  ingår i Kemi älvs huvudavrinningsområde.   Den ligger omkring 210 kilometer norr om Rovaniemi och omkring 910 kilometer norr om Helsingfors. 
Rovissuolijärvi ligger nordväst om Vähäjärvi. 